# Чубайовізна
Чубайовізна (пол. Czubajowizna) — село в Польщі, у гміні Посвентне Воломінського повіту Мазовецького воєводства.
Населення — 133 особи (2011).

## Демографія
Демографічна структура станом на 31 березня 2011 року:
|          | Загалом | Допрацездатний вік | Працездатний вік | Постпрацездатний вік |
| -------- | ------- | ------------------ | ---------------- | -------------------- |
| Чоловіки | 67      | 12                 | 51               | 4                    |
| Жінки    | 66      | 13                 | 39               | 14                   |
| Разом    | 133     | 25                 | 90               | 18                   |